# Budigenahalli, Gauribidanur
Budigenahalli là một làng thuộc tehsil Gauribidanur, huyện Kolar, bang Karnataka, Ấn Độ.